# المؤسسة العامة السورية للتأمين
المؤسسة العامة السورية للتأمين هي شركة تأمين مملوكة بشكل كامل لحكومة الجمهورية العربية السورية تأسست بداية تحت اسم شركة الضمان السورية بموجب المرسوم التشريعي رقم /226/ تاريخ 7 أغسطس 1952م ثم وبموجب قانون التأميم رقم /117/ لعام 1961م احتكرت شركة الضمان السورية العمل التأميني على الأراضي السورية وبموجب المرسوم رقم /1650/ تاريخ 4 آب 1977م تم تغيير اسم شركة الضمان السورية ليصبح المؤسسة العامة السورية للتأمين ومركزها الرئيسي في مدينة دمشق ثم وبتاريخ 19 مايو 2002م تم تعديل المركز الرئيسي (الإدارة العامة) للمؤسسة ليصبح في مدينة حمص وترتبط مباشرة بوزير المالية. تم إحداث هيئة الإشراف على التأمين ‏ في 26 سبتمبر 2004م ومهمتها تنظيم العمل التأميني على الأراضي السورية وهي أول هيئة تشرف على عمل المؤسسة العامة السورية للتأمين بعد قانون التأميم. وبناءً على احكام المرسوم التشريعي رقم /43/ بتاريخ 6 مايو 2005م تم فتح سوق التأمين السورية ليسمح بدخول شركات تأمين خاصة بعد أكثر من أربعة عقود من احتكار المؤسسة العامة السورية للتأمين لهذا القطاع.

## فروع المؤسسة
لدى المؤسسة ثلاثة عشر فرعاً اثنان منهما في دمشق وفرع واحد في كل من حلب واللاذقية وحمص وحماة وإدلب وطرطوس ودير الزور والحسكة والرقة ودرعا والسويداء.